# Wolfgang Schmieder

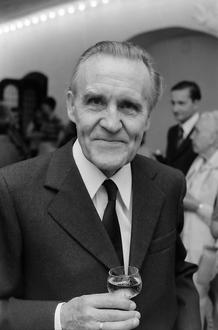
Wolfgang Schmieder in 1977

Wolfgang Schmieder (Bromberg, 29 mei 1901 – Freiburg im Breisgau, 8 november 1990) was een Duitse musicoloog. 

## Levensloop
Schmieder promoveerde in 1927 aan de universiteit in Heidelberg op een proefschrift over de melodische structuur in de liederen van Neidhardt von Reuenthal.
Hij werkte als speciaal adviseur voor muziek bij de Johann Wolfgang Goethe Universiteit in Frankfurt am Main vanaf april 1942 tot zijn pensioen in 1963. Hij overleed op 89-jarige leeftijd.

## Johann Sebastian Bach
Schmieder stelde  in 1950 de Bach-Werke-Verzeichnis op. Dit is een thematische catalogus van alle aan Johann Sebastian Bach toegeschreven muziekwerken. Sindsdien is elk werk van Bach voorzien van een BWV-nummer. Deze nummering werd grotendeels overgenomen van de reeds in 1850 gestarte poging Bachs werk te klasseren in een "Gesamtausgabe".
Men startte met Bachs omvangrijke cantate-oeuvre en gaf nummer één aan de cantate Wie schön leuchtet der Morgenstern omdat zonder enige twijfel duidelijk was dat Bach de auteur ervan was. Immers in de archieven van de Thomaskerk was de autograaf ervan sinds 1750 aanwezig, compleet met betrouwbaar watermerk in een gesigneerde enveloppe.